# Wadih Damous

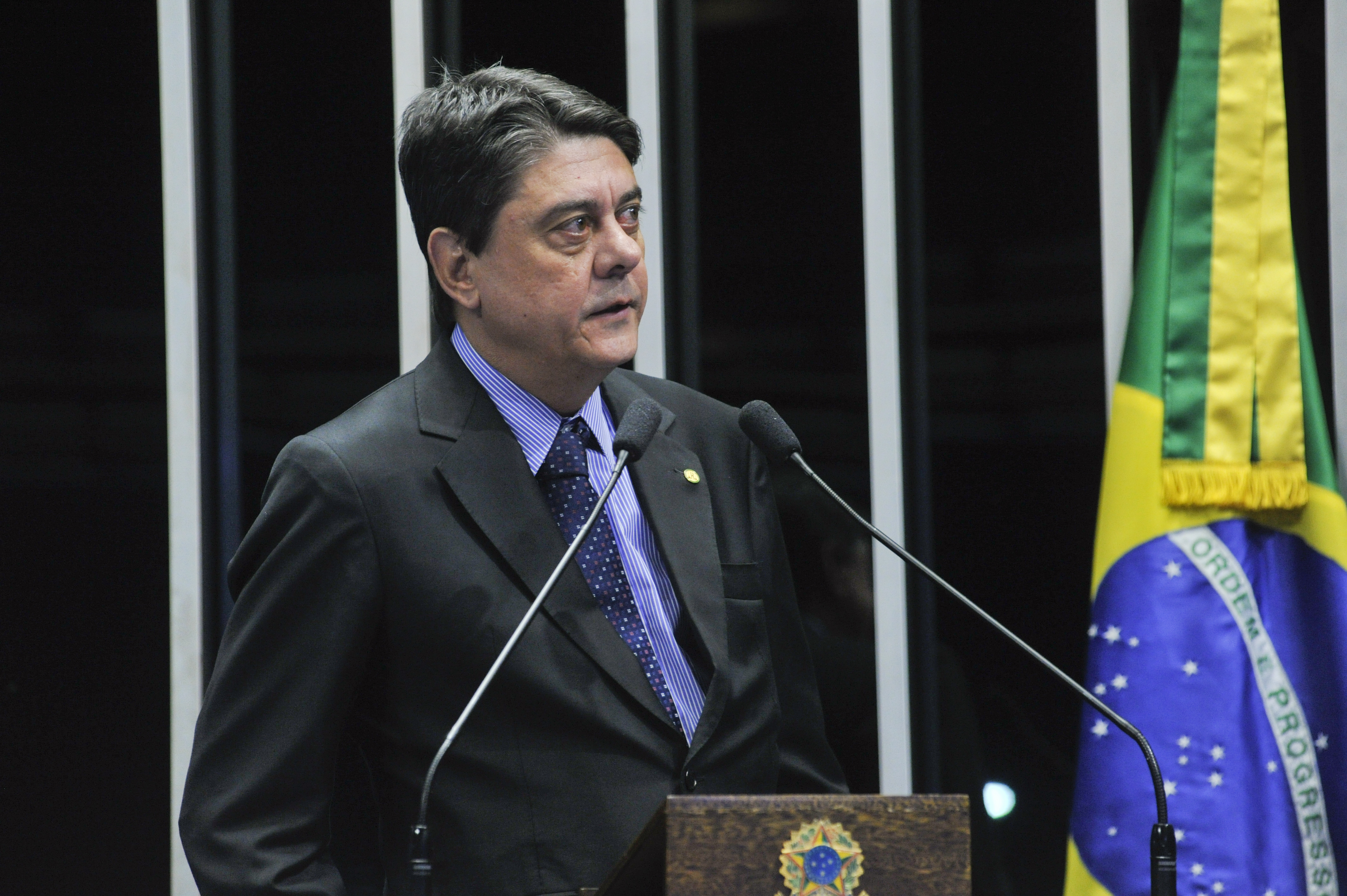
Wadih Damous no plenário do Congresso Nacional.

Wadih Nemer Damous Filho (Rio de Janeiro, 11 de abril de 1956) é um advogado  e político brasileiro, filiado ao Partido dos Trabalhadores (PT). Foi presidente da Ordem dos Advogados do Brasil (OAB) no Rio de Janeiro. Atualmente é Secretário Nacional do Consumidor, vinculado ao Ministério da Justiça e Segurança Pública do Governo Federal.

## Biografia
É advogado trabalhista no Rio de Janeiro há 35 anos. Foi presidente da OAB no Rio de Janeiro por dois mandatos, presidiu a Comissão da Verdade do Rio e a Comissão Nacional de Direitos Humanos da OAB.
Graduou-se pela Universidade do Estado do Rio de Janeiro (UERJ) e tem mestrado em Direito Constitucional e do Estado pela PUC-RJ.. Foi presidente do Diretório Central da UERJ e do Centro Acadêmico Luiz Carpenter, da Faculdade de Direito da UERJ. Como advogado, trabalhou nos sindicatos dos Metalúrgicos e dos Ferroviários.
É autor do livro "Medidas Provisórias no Brasil: origem, evolução e novo regime constitucional", em parceria com o atual governador do Maranhão, Flávio Dino.
Foi presidente do Diretório Central dos Estudantes (DCE) da UERJ e, como advogado, atuou e defendeu os trabalhadores, especialmente à frente dos sindicatos dos Metalúrgicos e dos Ferroviários.
Antes da OAB-RJ, também foi presidente do Sindicato dos Advogados do Rio de Janeiro em duas gestões, entre 2002-2006.
Em 2010, foi protagonista da Campanha pela Memória e pela Verdade, com foco na abertura dos arquivos da ditadura militar. Ainda em sua gestão, criou a Comissão da Verdade da OAB, que reuniu elementos sobre o papel da Justiça Militar na ditadura.
Filiado ao Partido dos Trabalhadores (PT), candidatou-se a deputado federal em 2014 e recebeu 37.814 votos, elegendo-se suplente. Assumiu uma cadeira na Câmara em maio de 2015.
Como parlamentar, é autor de 27 projetos de lei  que tratam de temas como sistema de justiça, direitos trabalhistas, defesa da advocacia e contra o encarceramento em massa. Tem sido um parlamentar  crítico aos abusos ilegalidades praticadas por atores do sistema de justiça criminal, notadamente em sede de operações policiais que atentem contra a dignidade da pessoa humana e os direitos e garantias individuais.   
É um dos deputados federais petistas que esteve à frente das estratégias jurídicas de contestação ao pedido de impeachment contra Dilma Rousseff em 2015, contra a reforma trabalhista de 2017 e a PEC que estabeleceu um teto para os gastos públicos por 20 anos. Possui boa relação com o ex-presidente Luiz Inácio Lula da Silva e é seu advogado de defesa. Foi um dos subscritores do habeas corpus impetrado perante o Tribunal Regional Federal da 4ª Região que determinou a libertação do ex-presidente Lula.

## Projetos de Lei

### Encarceramento em Massa
No início de 2017, junto de especialistas em direito e processo penal, professores, advogados e magistrados, apresentou onze projetos de lei que visam efetivar princípios constitucionais e resgatar um patamar civilizatório para o sistema de justiça criminal.
Os projetos de lei apresentados se dividem em quatro áreas fundamentais, sendo elas: mulheres encarceradas, racionalização do sistema, lei de drogas e a última sobre execução de pena prisão preventiva. 
No dia 8 de março de 2017, Dia Internacional da Mulher, o deputado protocolou o projeto de lei (PL 7037/2017), relativo a maternidade das mulheres encarceradas, que pretende tornar possível a suspensão condicional da pena. Desta forma, o projeto propõe que a execução da pena privativa de liberdade não superior a 4 anos seja suspensa pelo mesmo tempo da pena imposta acrescida de um terço, quando a condenada estiver gestante, lactante ou for mãe de criança de até 6 anos ou com deficiência.[carece de fontes?]
Outra proposta do deputado, (PL 7023/2017), sugere que o acusado seja notificado para apresentar resposta à acusação antes do recebimento da denúncia. Dessa forma, o juiz decidirá pelo recebimento ou não da denúncia, após tomar conhecimento da resposta à acusação. O projeto visa dar maior efetividade ao princípio da ampla defesa e do contraditório.
O projeto de lei nº 7024/2017, de enorme repercussão na lei de drogas, estabelece que as sentenças condenatórias que se baseiam exclusivamente nos depoimentos policiais – prática brasileira intensamente criticada – são nulas.

### Lei de Responsabilidade político-criminal
É autor do projeto de Lei 4373/16 , que cria a Lei de Responsabilidade Político-Criminal.
A proposta exige a apresentação de um estudo prévio de impacto social e orçamentário para toda proposta legislativa que criar novos tipos penais, aumentar penas ou tornar mais rigorosa a execução de penas.Conforme o projeto, o impacto social deverá ter como referência o número estimado de novos processos de conhecimento e de execução no Poder Judiciário, o número de vagas necessárias no sistema prisional e as implicações que a criminalização e os aumentos de pena provocarão na vida coletiva. O impacto orçamentário terá como referência os custos estimados da criação de novas vagas no sistema prisional e quanto à demanda de novos processos para o Poder Judiciário. O parecer precisará indicar a fonte dos recursos a ser usada para suprir os custos decorrentes da alteração legislativa proposta.
Wadih Damous acredita que o debate no Parlamento sobre leis penais deve ser conduzido pela racionalidade. "A ausência de quaisquer investigações empíricas prévias ou de estudos técnicos aprofundados", explica o deputado na justificativa do projeto, faz com que o Congresso seja muitas vezes levado a votar propostas que visam aumentar penas ou criar novos tipos penais "sem ter a real dimensão dos seus impactos na vida cotidiana de milhões de brasileiros". 

### Advocacia
É autr do projeto que assegura a gratuidade da justiça trabalhista (PL 10.545/18);  do projeto de lei que possibilita que qualquer ato ilícito deva ser indenizável mesmo que não cause dano material, à personalidade (dano moral) ou à imagem, "PL do mero aborrecimento": (PL 9574/2018); do projeto de lei nº 4750/2016, posteriormente sancionado como Lei de nº 13.545 de 19 de dezembro de 2017 e que garantiu a suspensão dos prazos processuais trabalhistas nos dias compreendidos entre 20 de dezembro e 20 de janeiro, inclusive; do projeto de lei PL 5791/2016  que garante o acesso do advogado aos autos de processo eletrônico; do projeto Projeto de Lei Complementar 276/2016 , que inclui entre as microempresas ou empresas de pequeno porte, a sociedade unipessoal de advocacia, para que possam beneficiar-se do regime tributário do Simples Nacional.

## Controvérsias
É autor do projeto 4372 de 2016 para alterar a lei da delação premiada, proibindo a delação de pessoas presas entre outras alterações. Também é autor do projeto 4577, de 2016, que reafirma o postulado Constitucional da presunção de inocência no texto do Código de Processo Penal em contraposição à mudança de interpretação do Supremo Tribunal Federal ocorrida em 2016 que autoriza a prisão após condenação em segunda instância. A proposta 4372 de 2016 está na Comissão de Constituição e de Justiça e Cidadania (CCJ) na Câmara dos deputados.

### Reações ao projeto 4372

#### Procurador da Lava Jato
O procurador da força-tarefa da Operação Lava Jato no Ministério Público Federal (MPF), Antônio Carlos Welter, entende que, caso seja aprovado o projeto 4372, o poder de negociação das autoridades será enfraquecido e todos os acordos feitos até agora poderiam ser anulados. Welter afirma que as mudanças engessariam o sistema e não viriam em favor da sociedade.

#### Opinião de juristas
- Luiz Flávio Borges D’Urso, advogado Criminalista, Mestre e Doutor em Direito Penal pela USP, foi Presidente da OAB/SP por três gestões, Conselheiro Federal da OAB, Presidente da Associação Brasileira dos Advogados Criminalistas – ABRACRIM: "É inegável que o homem preso preventivamente está submetido a uma enorme carga emocional que o oprime, submetido a uma das mais doloridas e sofridas experiências de um ser humano. Não é por acaso que a humanidade buscou o pior castigo para punir alguém na supressão de sua liberdade. Ora, como alguém que não pode ir e vir livremente, que é submetido ao convívio nefasto do cárcere, que sofre as humilhações do aprisionamento, que suporta a vergonha da cadeia para seus parentes e amigos, que muitas vezes enfrenta a superlotação carcerária e até sevícias físicas e sexuais, como alguém submetido a essa pressão psicológica pode preservar sua voluntariedade?" [39]

- Eugênio Aragão, "as prisões têm sido utilizadas como tentativa de coação. Segundo ele, o MP não deveria ter espaço para ‘Dallagnols’, para “os heróis do eu sozinho”.[40]

#### Parlamentares
- Leonardo Picciani (PMDB-RJ), afirmou que a delação premiada precisa ser aperfeiçoada. O líder do partido na Câmara disse que a proposta deve ser discutida no plenário, protegendo o direito da ampla defesa.[41]

- Afonso Florence (PT-BA) declarou que o partido apoiará o projeto do colega de bancada. O líder petista na Câmara afirmou que o projeto contempla mudanças necessárias na atual lei que define a delação premiada. Sobre o item do projeto que determina que o delator esteja respondendo ao processo em liberdade, disse que é fundamental a prisão não ser utilizada como meio para conseguir a colaboração. “Não importa se é só em 1% dos casos que o delator está preso. Isso não torna o fato certo. A delação não pode ser obtida por coação”, afirmou.[41]

- Antônio Imbassahy (PSDB-BA) afirmou ser contra o projeto. O líder do partido na Câmara disse que “é uma tentativa de inviabilizar a delação premiada”. Para o deputado, a atual lei é “ótima” e não precisa de alterações no momento. Segundo Imbassahy, o PSDB se posicionará contrário à proposta do deputado Damous.[41]

- Pauderney Avelino (DEM-AM) também declarou ser contra o projeto. Segundo Avelino, líder do DEM, “não há tortura” na delação premiada. É um tipo de acordo estabelecido pela lei para que o delator passe uma informação e receba, em troca, um benefício, como uma redução de pena. “Se não há esse instrumento [a prisão], o delator não tem por que colaborar”, afirmou. O deputado disse que a atual lei que prevê a delação é boa e está produzindo efeitos.[41]

- Rogério Rosso (PSD-DF), líder do partido na Câmara, declarou ser contra o projeto, chamando-o de "sensível". Para Rosso, “nem sempre o fato de o acusado estar preso significa que ele está sendo coagido”.[41]

### Defesa do fechamento do Supremo Tribunal Federal
Em vídeo Wadih disse que o Supremo Tribunal deveria ser fechado para dar lugar ao que chama de "Corte Constitucional". Eis a afirmação:
"Nós temos de redesenhar o Poder Judiciário e o papel do Supremo Tribunal Federal. Tem de fechar o Supremo Tribunal Federal. Nós temos de criar uma Corte Constitucional de guarda exclusiva da Constituição e os seus membros detentores de mandato. Nós temos de evitar que gente como [o ministro] Roberto Barroso tenha o poder de ditar os rumos do processo eleitoral, de ditar os rumos da escolha popular, de ditar os rumos da democracia brasileira."

Damous se defendeu, dizendo que apenas pretendia substituir o órgão após uma assembleia constituinte, e não usar de intervenção militar.